# Region Süd (Junior League Baseball World Series)
Die Region Süd war eine der fünf Regionen der Vereinigten Staaten, welche Teilnehmer an die Junior League Baseball World Series entsendeten. Die Region Südwest nahm seit 1981 an diesem Turnier teil. Ab dem Turnier im Jahre 2002 wurde die Gruppe Region Südwest abgetrennt. Im Jahre 2009 wurde die Region Süd in die Gruppe Region Südost umbenannt.
Bis 2001 war die Region in vier Divisionen aufgeteilt. Die Sieger jeder Division spielten um den Startplatz an den Junior League World Series.

## Teilnehmende Staaten
Folgende Staaten waren in dieser Region organisiert:
- Alabama
- Arkansas
- Colorado
- Florida
- Georgia
- Louisiana
- Mississippi
- New Mexico
- North Carolina
- Oklahoma
- South Carolina
- Tennessee
- Texas
- Virginia
- West Virginia

## Regionale Meisterschaften 2002 bis 2008
2002 wurden die Divisionen aufgehoben. Die acht nach der Abspaltung von Südwest in der Gruppe Süd verbleibenden Teams spielten gegeneinander um den Startplatz an den JLWS.
Die jeweiligen Gewinner sind grün markiert.
| Jahr | Alabama                      | Florida                            | Georgia                      | North Carolina                 | South Carolina                        | Tennessee                   | Virginia                            | West Virginia                                       |
| ---- | ---------------------------- | ---------------------------------- | ---------------------------- | ------------------------------ | ------------------------------------- | --------------------------- | ----------------------------------- | --------------------------------------------------- |
| 2002 | Cottage Hill LL Mobile       | Land O’Lakes LL Land O’ Lakes      | Cartersville LL Cartersville | Mint Hill LL Mint Hill         | Crowfield LL Goose Creek              | Mt. Juliet LL Mt. Juliet    | York County National LL York County | Jefferson County LL Jefferson County                |
| 2003 | Russellville LL Russellville | Palma Ceia/Bayshore LL Tampa       | Habersham LL Clarkesville    | Kernersville LL Kernersville   | Easley LL Easley                      | Eagleton LL Maryville       | Bridgewater LL Bridgewater          | Fairmont LL Fairmont                                |
| 2004 | Cottage Hill LL Mobile       | Palma Ceia/Bayshore LL Tampa       | Toccoa LL Toccoa             | High Point LL High Point       | Trenholm LL Columbia                  | Donelson LL Donelson        | Dumfries District LL Dumfries       | Fairmont LL Fairmont                                |
| 2005 | Cottage Hill LL Mobile       | East Lake LL Tarpon Springs        | Toccoa LL Toccoa             | Rutherfordton LL Rutherfordton | Summerville National LL Summerville   | Dekalb County LL Smithville | Westmoreland County LL Westmoreland | Martinsburg LL Martinsburg                          |
| 2006 | Cottage Hill LL Mobile       | Manatee G T Bray East LL Bradenton | Toccoa LL Toccoa             | Kernersville LL Kernersville   | Trenholm LL Columbia                  | Maryville LL Maryville      | Woodlawn LL Alexandria              | Jefferson County LL Jefferson County                |
| 2007 | Kein Teilnehmer              | South Fort Myers LL Fort Myers     | Masters City LL Augusta      | Mint Hill LL Mint Hill         | Anderson Area YMCA Am/Nat LL Anderson | Mt. Juliet LL Mt. Juliet    | Bristol LL Bristol                  | Mountaineer/Charleston Central LL Charleston        |
| 2008 | Coosa County LL Coosa County | Palma Ceia/Bayshore LL Tampa       | Toccoa LL Toccoa             | South Durham LL Durham         | Northwood LL Greenville               | Greeneville LL Greeneville  | Atlee LL Mechanicsville             | Charleston Central/Capital Midwestern LL Charleston |

## Resultate an den Junior League World Series

### Nach Jahr
| Jahr | Mannschaft                   | Stadt          | Klassierung   | W-L |
| ---- | ---------------------------- | -------------- | ------------- | --- |
| 1981 |                              | Richmond       |               |     |
| 1982 | Belmont Heights LL           | Tampa          | Weltmeister   |     |
| 1983 |                              |                |               |     |
| 1984 |                              |                |               |     |
| 1985 | Tampa Bay LL                 | Tampa          | Weltmeister   |     |
| 1986 |                              |                |               |     |
| 1987 |                              |                |               |     |
| 1988 |                              |                |               |     |
| 1989 |                              |                |               |     |
| 1990 |                              |                |               |     |
| 1991 | Northwest 45 LL              | Spring         | Weltmeister   |     |
| 1992 |                              |                |               |     |
| 1993 |                              |                |               |     |
| 1994 |                              |                |               |     |
| 1995 | South Lake Charles LL        | Lake Charles   | Weltmeister   |     |
| 1996 | Northwest 45 LL              | Spring         | Weltmeister   |     |
| 1997 |                              |                |               |     |
| 1998 | Midway LL                    | Waco           | Zweiter Platz |     |
| 1999 |                              |                |               |     |
| 2000 |                              |                |               |     |
| 2001 | South Lake Charles LL        | Lake Charles   | US Finale     | 2–2 |
| 2002 | Cartersville LL              | Cartersville   | Weltmeister   | 6–0 |
| 2003 | Bridgewater LL               | Bridgewater    | US Finale     | 4–1 |
| 2004 | Palma Ceia/Bayshore LL       | Tampa          | Weltmeister   | 6–0 |
| 2005 | East Lake LL                 | Tarpon Springs | Zweiter Platz | 4–2 |
| 2006 | Woodlawn LL                  | Alexandria     | Gruppenphase  | 1–3 |
| 2007 | Anderson Area YMCA Am/Nat LL | Anderson       | Gruppenphase  | 0–4 |
| 2008 | Atlee LL                     | Mechanicsville | Gruppenphase  | 2–2 |

 Stand nach den Junior League World Series 2008